# Gabriola tenuis
Gabriola tenuis es una especie de polilla geométrida perteneciente a la familia Geometridae, descrita en 1896, se encuentra distribuida en México. Época de vuelo va de marzo a octubre.